# Słona Woda (dopływ Raby)
Słona Woda – potok, dopływ Raby, a dokładniej znajdującego się na niej sztucznego Jeziora Dobczyckiego. Wypływa na wysokości około 309 m w porośniętej lasem dolince na zachodnim krańcu wsi Zakliczyn w województwie małopolskim, w powiecie myślenickim, w gminie Siepraw i spływa w kierunku południowo-wschodnim, następnie opływa Czerwoną Górę od zachodniej i północnej strony. Tuż przed ujściem zmienia kierunek znów na południowo-wschodni i uchodzi do Jeziora Dobczyckiego na wysokości 270 m.
Tylko źródłowy ciek Słonej Wody o długości około 20 m znajduje się na terenie wsi Zakliczyn. Poza tym niemal całe jej koryto tworzy granicę między miastem Myślenice (po południowo-zachodniej i południowej stronie) a wsią Zakliczyn (po północno-wschodniej i północnej stronie). Ujściowy odcinek o długości około 110 m oddziela Myślenice od wsi Brzączowice. Całe koryto Słonej wody porasta las. Zlewnia Słonej Wody znajduje się na terenie Pogórza Wielickiego.
Dolny odcinek Słonej Wody przecina kładką szlak turystyki rowerowej i pieszej. Na niewielkiej polance między korytem Słonej Wody a zachodnim podnóżem Czerwonej Góry znajduje się wiata dla turystów i tablice informacyjne (przystanek turystyczny Czerwona Góra). Szlaki te zaczynają się przy drodze 967 za mostem, około 1 km na południowy zachód od skrzyżowania tej drogi z drogą do Wieliczki.

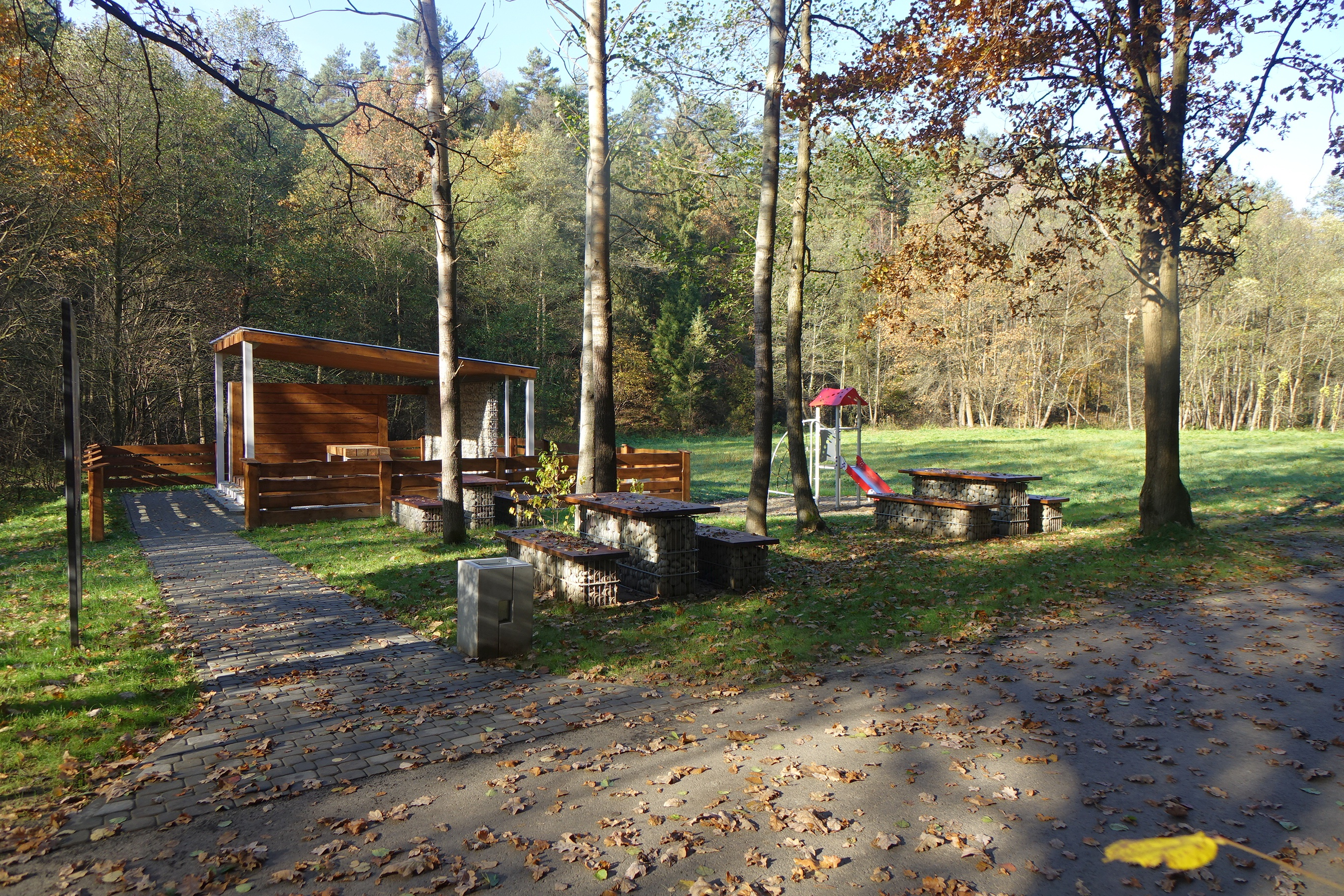
Turystyczna wiata nad lewym brzegiem Słonej Wody